# ستيفان بروي
ستيفان بروي (بالفرنسية: Stéphane Bruey)‏ (1 ديسمبر 1932 شامبيني سور مارني - 31 أغسطس 2005) لاعب كرة قدم فرنسي راحل كان يجيد اللعب في مركز المهاجم . شارك مع منتخب فرنسا في 4 مباريات دولية وسجل هدف واحد في الفترة من 1957 إلى 1962 وكان ضمن تشكيلة منتخب بلاده المشارك في بطولة كأس العالم لكرة القدم 1958 التي أقيمت في السويد والتي احتل فيها المركز الثالث .

## روابط خارجية
- ستيفان بروي على موقع الاتحاد الأوربي (الإنجليزية)
- ستيفان بروي على موقع قاعدة بيانات كرة القدم.إي يو (الإنجليزية)
- ستيفان بروي على موقع ناشيونال فوتبول تيمز (الإنجليزية)